# King James VI Hospital

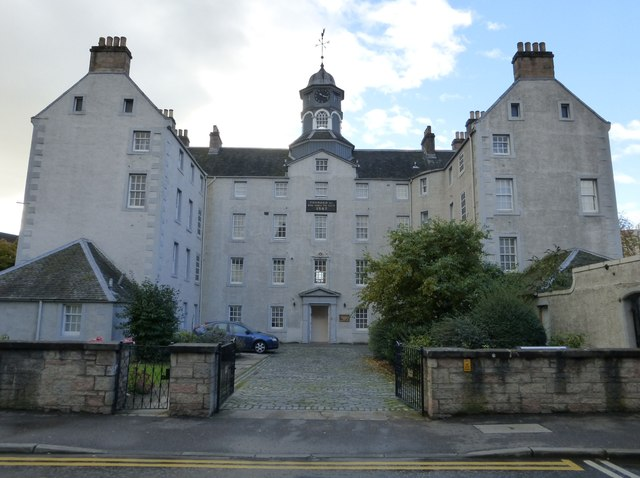
King James VI Hospital

Das King James VI Hospital ist ein ehemaliges Krankenhaus und heutiges Wohngebäude in der schottischen Stadt Perth in der Council Area Perth and Kinross. 1965 wurde das Bauwerk in die schottischen Denkmallisten in der höchsten Denkmalkategorie A aufgenommen. Des Weiteren bildet es zusammen mit verschiedenen umliegenden Gebäuden ein Denkmalensemble der Kategorie B.

## Geschichte
Zur Errichtung des Krankenhauses stellte das Königshaus einen Anteil der Baukosten zur Verfügung. Fehlende Mittel wurden durch private Spenden zugeschossen. Das Gebäude wurde zwischen 1748 und 1752 nach einem Entwurf von James Cree erbaut. Die Einrichtung diente nicht ausschließlich als Krankenhaus, sondern war außerdem als Armenhaus, Industrieschule und Besserungsanstalt für Wohnungslose konzipiert. Nachdem mit der Perth Infirmary (siehe AK Bell Library) 1814 ein weiteres Krankenhaus in Perth eröffnet worden war, diente das ehemalige King James VI Hospital als Armenschule und beherbergte im Laufe der Zeit auch verschiedene wohltätige Organisationen. 1975 wurde das Gebäude renoviert und in 21 Wohneinheiten unterteilt.

## Beschreibung
Das King James VI Hospital steht zwischen Hospital Street und Albert Place im historischen Zentrum Perths. Zur Vereinfachung der Überwachung der einzelnen Einrichtungen weist das ehemalige Krankenhaus einen H-förmigen Grundriss auf. Es ist klassizistisch ausgestaltet, jedoch mit Motiven aus der landestypischen Architektur und zählt zu den architektonisch bedeutendsten H-förmigen Bauten aus dem 18. Jahrhundert in Schottland. Die abschließende Kuppel stiftete vermutlich der Duke of Atholl im Jahre 1764. Sie soll von einem Herrenhaus, das abgebrochen wurde, zu dem Krankenhaus versetzt worden sein. Die geschwungene Kuppel mit kupferner Wetterfahne stellt eine Landmarke dar. Die Fassaden des vierstöckigen Gebäudes sind mit Harl verputzt. Der Eingangsbereich ist dorisch ausgestaltet.